# Parlagfű-olajosbogár
A parlagfű-olajosbogár (Ophraella communa) a levélbogárfélék (Chrysomelidae) családjába és olajosbogár-formák (Galerucinae) alcsaládjába tartozó bogárfaj. A fajt 1986-ban írták le Észak-Amerikából. Jelentősége, hogy elsőrendű tápnövényei a parlagfű (Ambrosia) fajok, köztük Magyarország leggyakoribb, legtöbb gondot okozó gyomnövénye, az ürömlevelű parlagfű (A. artemisiifolia).

## Elterjedése
Őshazája Észak-Amerika, ahol széles körben elterjedt Kanadától Mexikóig. Őshazáján kívül stabilnak tűnő populációi élnek Európában
 (Észak-Olaszország, Svájc) és Kelet-Ázsiában (Kína, Taiwan, Japán, Korea) is. Első európai megjelenése 2013-ra tehető. Valószínűleg sok más újvilági fajhoz hasonlóan Amerikából származó vetőmag-, illetve takarmányszállítmányokkal juthatott el a többi kontinensre. Az új területeken rendkívül gyorsan terjedhet. Magyarországi első példányait 2020-ban találták meg. 

## Megjelenése
Közepes, kisebb termetű levélbogár, az Európában gyűjtött példányok átlagos testhossza 4,3 (hím) és 4,7 (nőstény) mm körül alakul. Teste megnyúlt, tojásdad alakú, alapszíne sárgás-barnás, melyet a szárnyfedőkön és az előtoron változatos hosszanti sötétebb minták díszítenek. A végtagok szintén a test alapszínét viselik, a csápok az alapízektől a csápostor vége felé fokozatosan sötétednek. Fejlett szárnyakkal rendelkezik, melyekkel az egyedek többsége jól repül.
A faj tojásai tojásdadok, kezdetben sárgák, majd gyorsan narancsszínűre változnak.
A fejlett lárva szürkés színezetű, méretében az imágóra hasonlít, három pár fejlett járólábbal rendelkezik, teste erősen szelvényezett, szőrözött.
A báb, bár a bogarakra jellemzően szabadbáb típusba tartozik, maga köré barna színű, laza szövésű gubót készít, ennek védelmében fejlődik.

## Életmódja

### Szaporodása, egyedfejlődése
Szaporodására erősen hat a hőmérséklet. Optimális körülmények között (25-30 °C) a nőstények a párzás után 39–56 nappal akár 2700-nál is több petét rakhatnak. Ezekből a lárvák 5–6 nap múlva kelnek ki, és rögtön táplálkozni kezdenek. 7-12 napig fejlődnek, majd a tápnövényükre szőtt gubóban 6–7 napra bábozódnak. Az imágók tovább táplálkoznak és párzanak. Kikeléstől a peterakásig többnyire 23–29 nap telik el. Fejlődésének alsó hőmérsékleti küszöbe 13 °C körül van, de a faj képes alkalmazkodni a hűvösebb időjáráshoz. Hűvös laboratóriumban között nevelt egyedek utódai elődeiknél lényegesen jobban bírták a hideget. Ezek szervezetében megnőtt a glicerin mennyisége.

### Táplálkozása
Minden életszakaszában erősen kötődik tápnövényéhez. Oligofág táplálkozású; tápnövényei fészkesvirágúak (Asteraceae). Ezek egyes fajait eltérő mértékben kedveli; leginkább a parlagfű (Ambrosia) fajokat, köztük az ürömlevelű parlagfüvet, Magyarország legtöbb problémát okozó gyomnövényét. A parlagfűfajokon kívül szívesen eszik más Magyarországon veszélyes szántóföldi gyomnövénynek számító fajokat, mint például:
- szerbtövis (Xanthium spp.),
- rézgyom (Iva spp.) fajok, de szükség esetén megél a
- betyárkóró (Conyza canadensis) is.[15]

Növényvédelmi szempontból aggodalomra adhat okot, hogy képes elfogyasztani a napraforgót (Helianthus annuus) és csicsókát (H. tuberosus) is. Laboratóriumi vizsgálatokkal azonban bizonyították, hogy a termesztett fajoknál tápláléknak és peterakáshoz is jobban kedvelik a parlagfű fajokat. A napraforgóra helyezett fiatal lárvák halandósága olyan nagy, hogy a bogár a napraforgón nem képes hatékonyan szaporodni. Szabadföldi vizsgálatok szerint azokon az európai területeken, ahol a faj már megjelent, csak egy helyen fordult elő a napraforgón is, de ott sem okozott kárt. Európai tápnövényei között említik még a fekete ürmöt (Artemisia vulgaris), Inula graveolens, és a baracklevelű keserűfűt (Persicaria maculosa).

## Biológiai védekezésben betöltött szerepe
A parlagfű elleni biológiai védekezésben az egyik leginkább perspektivikusnak tűnő faj. Annak ellenére, hogy kismértékben képes táplálkozni termesztett kultúrnövényeken is, hozzájuk képest messze előnyben részesíti az ürömlevelű és óriás parlagfüvet, valamint más veszélyes gyomnövényeket. Vizsgálatok szerint az ürömlevelű parlagfüvön rendkívül nagy mértékű kárt képes véghezvinni, gyakran teljes lombozatvesztést okoz a gyomnövényen. Magas egyedszám esetén már azelőtt elpusztíthatja a megtámadott egyedeket, hogy azok virágozni kezdenének, így jelentősen csökken a légköri pollenkoncentráció, valamint termések sem tudnak képződni, így a parlagfű szaporodása is erősen gátolt. Milánó környékén, ahol a faj 2013-ban megjelent, a felbukkanást követő két évben jelentősen visszaesett a légköri pollenkoncentráció. Jó repülő faj lévén kiváló terjedési potenciállal rendelkezik, ez is alkalmassá teszi a klasszikus biológiai védekezési eljárásokban való felhasználásra.
Ausztráliában bioágensként történő alkalmazására kultúrnövényeken való kártétele miatt nem kerülhetett sor, elutasításra került. Bár kínai megjelenése nem szándékos betelepítésnek köszönhető, ma a parlagfű elleni védekezés egyik kulcsfigurája, más fajokkal együtt.
A védekezésben való felhasználásra különösen alkalmas, ha más bioágensekkel egészül ki a betelepítés, legyen az növénypatogén gomba, vagy más fitofág rovar.